# Uvaria beccarii
Uvaria beccarii är en kirimojaväxtart som beskrevs av Attanayake, I. M. Turner och Richard M.K. Saunders. Uvaria beccarii ingår i släktet Uvaria och familjen kirimojaväxter. Inga underarter finns listade i Catalogue of Life.